# Ronde van Valencia 2025 (mannen)
De 76e editie van de wielerwedstrijd Ronde van Valencia (Volta a la Comunitat Valenciana) werd verreden van 5 tot 9 februari 2025 met start in Orihuela en finish in Valencia. De ronde maakte deel uit van de UCI ProSeries 2025-kalender. De vorige editie in 2024 werd gewonnen door de Amerikaan Brandon McNulty. Hij werd opgevolgd door de Colombiaan Santiago Buitrago. Op de slotdag werd ook de Ronde van Valencia voor vrouwen georganiseerd. Die wedstrijd werd gewonnen door Linda Zanetti.

## Deelname
Er namen negen UCI World Tour-ploegen, tien UCI ProTeams en drie UCI Continental teams deel. 
| WorldTour | ProTeam | Continentaal team                                     |
| --- | --- | ----------------------------------------------------- |
| Alpecin-Deceuninck Bahrain-Victorious INEOS Grenadiers Intermarché-Wanty Lidl-Trek Movistar Team Red Bull-Bora-hansgrohe Team Jayco AlUla UAE Team Emirates-XRG | Burgos-Burpellet-BH Caja Rural-Seguros RGA Equipo Kern Pharma Euskaltel-Euskadi Israel-Premier Tech Team Novo Nordisk Q36.5 Pro Cycling Team Team Polti VisitMalta VF Group-Bardiani CSF-Faizanè Wagner Bazin WB | Illes Balears Arabay Petrolike Project Echelon Racing |

## Etappe-overzicht
| # | Datum | Start           | Finish             | Type           | Afstand  | Winnaar           | Klassementsleider |
| - | ----- | --------------- | ------------------ | -------------- | -------- | ----------------- | ----------------- |
| 1 | 5/2   | Orihuela        | Orihuela           | Ploegentijdrit | 34,3 km  | Lidl-Trek         | Mathias Vacek     |
| 2 | 6/2   | La Nucía        | Benifato           | Bergrit        | 166 km   | Santiago Buitrago | Mathias Vacek     |
| 3 | 7/2   | Algemesí        | Alpuente           | Bergrit        | 180,3 km | Iván Romeo        | João Almeida      |
| 4 | 8/2   | Oropesa del Mar | Portell de Morella | Heuvelrit      | 181 km   | Santiago Buitrago | Santiago Buitrago |
| 5 | 9/2   | Alfafar         | Valencia           | Vlakke rit     | 104,2 km | Jonathan Milan    | Santiago Buitrago |

## Klassementenverloop
| #            | Winnaar           | Algemeen klassement · | Puntenklassement · | Bergklassement ·  | Jongerenklassement · | Ploegenklassement · |
| ------------ | ----------------- | --------------------- | ------------------ | ----------------- | -------------------- | ------------------- |
| 1            | Lidl-Trek         | Mathias Vacek         | niet uitgereikt    | niet uitgereikt   | Mathias Vacek        | Lidl-Trek           |
| 2            | Santiago Buitrago | Mathias Vacek         | Santiago Buitrago  | Pello Bilbao      | Mathias Vacek        | Bahrain-Victorious  |
| 3            | Iván Romeo        | João Almeida          | Santiago Buitrago  | Santiago Buitrago | Iván Romeo           | Bahrain-Victorious  |
| 4            | Santiago Buitrago | Santiago Buitrago     | Santiago Buitrago  | Jon Agirre        | Carlos Rodríguez     | Bahrain-Victorious  |
| 5            | Jonathan Milan    | Santiago Buitrago     | Santiago Buitrago  | Jon Agirre        | Carlos Rodríguez     | Bahrain-Victorious  |
| 0Eindstanden | 0Eindstanden      | Santiago Buitrago     | Santiago Buitrago  | Jon Agirre        | Carlos Rodríguez     | Bahrain-Victorious  |

## Eindklassementen
| Plaats    | Naam              | Ploeg                   | Tijd      |
| --------- | ----------------- | ----------------------- | --------- |
| Gele trui | Santiago Buitrago | Bahrain Victorious      | 16u17'43" |
| 2         | João Almeida      | UAE Team Emirates-XRG   | + 0'18"   |
| 3         | Pello Bilbao      | Bahrain Victorious      | + 0'39"   |
| 4         | Thymen Arensman   | INEOS Grenadiers        | + 0'42"   |
| 5         | Brandon McNulty   | UAE Team Emirates-XRG   | + 0'53"   |
| 6         | Carlos Rodríguez  | INEOS Grenadiers        | + 0'54"   |
| 7         | Jefferson Cepeda  | Movistar Team           | + 1'00"   |
| 8         | Iván Romeo        | Movistar Team           | + 1'07"   |
| 9         | Jai Hindley       | Red Bull-BORA-hansgrohe | + 1'31"   |
| 10        | Ben O'Connor      | Team Jayco AlUla        | + 1'37"   |
|           |                   |                         |           |
| 33        | Floris De Tier    | Wagner Bazin WB         | + 14'20"  |

| Plaats      | Naam              | Ploeg              | Punten |
| ----------- | ----------------- | ------------------ | ------ |
| Oranje trui | Santiago Buitrago | Bahrain Victorious | 70     |
| 2           | Jonathan Milan    | Lidl-Trek          | 45     |
| 3           | Pello Bilbao      | Bahrain Victorious | 44     |
|             |                   |                    |        |
| 5           | Thymen Arensman   | INEOS Grenadiers   | 30     |
| 15          | Gerben Thijssen   | Intermarché-Wanty  | 14     |

| Plaats        | Naam              | Ploeg              | Punten |
| ------------- | ----------------- | ------------------ | ------ |
| Bolletjestrui | Jon Agirre        | Euskaltel-Euskadi  | 28     |
| 2             | Diego Uriarte     | Equipo Kern Pharma | 21     |
| 3             | Santiago Buitrago | Bahrain Victorious | 19     |

| Plaats     | Naam              | Ploeg              | Tijd      |
| ---------- | ----------------- | ------------------ | --------- |
| Witte trui | Carlos Rodríguez  | INEOS Grenadiers   | 16u18'37" |
| 2          | Iván Romeo        | Movistar Team      | + 0'13"   |
| 3          | Lenny Martinez    | Bahrain Victorious | + 1'03"   |
|            |                   |                    |           |
| 16         | Jelte Krijnsen    | Team Jayco AlUla   | + 22'09"  |
| 28         | Michiel Lambrecht | Wagner Bazin WB    | + 35'34"  |

| Ploegenklassement |                    |          |
| Plaats            | Ploeg              | Tijd     |
|                   | Bahrain Victorious | 47u35'4" |
| 2                 | INEOS Grenadiers   | + 2'01"  |
| 3                 | Movistar Team      | + 2'24"  |

Mannen: 1929 · 1930 · 1931 · 1932 · 1933 · 1934-1939 · 1940 · 1941 · 1942 · 1943 · 1944 · 1945-1946 · 1947 · 1948 · 1949 · 1950-1953 · 1954 · 1955 · 1956 · 1957 · 1958 · 1959 · 1960 · 1961 · 1962 · 1963 · 1964 · 1965 · 1966 · 1967 · 1968 · 1969 · 1970 · 1971 · 1972 · 1973 · 1974 · 1975 · 1976 · 1977 · 1978 · 1979 · 1980 · 1981 · 1982 · 1983 · 1984 · 1985 · 1986 · 1987 · 1988 · 1989 · 1990 · 1991 · 1992 · 1993 · 1994 · 1995 · 1996 · 1997 · 1998 · 1999 · 2000 · 2001 · 2002 · 2003 · 2004 · 2005 · 2006 · 2007 · 2008 · 2009-2015 · 2016 · 2017 · 2018 · 2019 · 2020 · 2021 · 2022 · 2023 · 2024 · 2025
Vrouwen: 2019 · 2020 · 2021 · 2022 · 2023 · 2024 · 2025
Ronde van Valencia ·
Ronde van Oman ·
Clásica de Almería ·
Figueira Champions Classic ·
Ronde van de Algarve ·
Ruta del Sol ·
Ardèche Classic ·
Drôme Classic ·
Kuurne-Brussel-Kuurne ·
Trofeo Laigueglia ·
Nokere Koerse ·
Milaan-Turijn ·
GP Denain ·
Bredene Koksijde Classic ·
Grote Prijs Miguel Indurain ·
Ronde van Hainan ·
Scheldeprijs ·
Brabantse Pijl ·
Ronde van de Alpen ·
Ronde van Turkije ·
Grote Prijs van de Morbihan ·
Tro Bro Léon ·
Klassiek Duinkerke-GP van de Hauts-de-France ·
Vierdaagse van Duinkerke ·
Ronde van Hongarije ·
Veenendaal-Veenendaal ·
Antwerp Port Epic ·
Boucles de la Mayenne ·
Ronde van Noorwegen ·
Ronde van Slovenië ·
Brussels Cycling Classic ·
Dwars door het Hageland ·
Mont Ventoux Dénivelé Challenge ·
Ronde van België ·
Ronde van het Qinghaimeer ·
Ronde van Wallonië ·
Ronde van Burgos ·
Arctic Race of Norway ·
Ronde van Denemarken ·
Circuit Franco-Belge ·
Ronde van Duitsland ·
Ronde van Groot-Brittannië ·
Maryland Cycling Classic ·
GP Industria & Artigianato-Larciano ·
Coppa Sabatini ·
Grote Prijs van Fourmies ·
Grote Prijs van Wallonië ·
Ronde van Luxemburg ·
Super 8 Classic ·
Ronde van Langkawi ·
Ronde van het Münsterland ·
Ronde van Emilia ·
Coppa Bernocchi ·
Ronde van de Drie Valleien ·
Ronde van Piemonte ·
Ronde van het Taihu-meer ·
Parijs-Tours ·
Ronde van Veneto ·
Japan Cup ·
Veneto Classic